# Palmarès dell'Étoile Sportive du Sahel
L'Étoile Sportive du Sahel (in arabo النـجـم الرياضي الساحلي, francese per Stella Sportiva del Sahel), nota come Étoile du Sahel, è una società polisportiva tunisina con sede nella città di Susa, conosciuta principalmente per la propria sezione calcistica.
Insieme agli italiani della Juventus, è l'unico club ad aver vinto almeno una volta tutte le competizioni ufficiali del continente di appartenenza, un traguardo raggiunto dal club nel 2007. L'Étoile è anche la terza squadra africana e la 17ma del mondo per numero di trofei internazionali riconosciuti dalla FIFA.
È una delle squadre tunisine più titolate, avendo vinto 11 campionati tunisini, 10 Coppe di Tunisia e una Coppa di Lega tunisina in ambito nazionale e una CAF Champions League, 2 Coppe delle Coppe CAF, 2 Coppe CAF, 2 Coppe della Confederazione CAF e 2 Supercoppe CAF e una Coppa dei Campioni araba in ambito internazionale. È la squadra tunisina che ha vinto più trofei continentali e la prima compagine tunisina ad aver partecipato alla Coppa del mondo per club FIFA, nel 2007, edizione in cui ha raggiunto la semifinale, prima tunisina a riuscire nell'impresa.

## Competizioni nazionali
- Campionato tunisino: 11

1949-1950, 1957-1958, 1962-1963, 1965-1966, 1971-1972, 1985-1986, 1986-1987, 1996-1997, 2006-2007, 2015-2016, 2022-2023
- Coppa di Tunisia: 10

1958-1959, 1962-1963, 1973-1974, 1974-1975, 1980-1981, 1982-1983, 1995-1996, 2011-2012, 2013-2014, 2014-2015
- Coppa di Lega tunisina: 1

2005
- Supercoppa di Tunisia: 3

1973, 1986, 1987

## Competizioni internazionali
- CAF Champions League: 1

2007
- Coppa delle Coppe CAF: 2

1997, 2003
- Coppa CAF: 2

1995, 1999
- Coppa della Confederazione CAF: 2

2006, 2015
- Supercoppa CAF: 2

1998, 2008
- Coppa dei Campioni araba: 1

2018-2019
- Coppa dei Campioni del Maghreb: 1

1973
- Coppa delle Coppe del Maghreb: 1

1975

## Altri piazzamenti
- Campionato tunisino:

Secondo posto: 1955-1956, 1993-1994, 1999-2000, 2000-2001, 2001-2002, 2002-2003, 2003-2004, 2004-2005, 2005-2006, 2007-2008, 2010-2011, 2014-2015, 2016-2017, 2020-2021
Terzo posto: 1956-1957, 1990-1991, 1994-1995, 1995-1996, 1997-1998, 2008-2009, 2009-2010, 2012-2013, 2013-2014, 2017-2018, 2024-2025
- Coppa di Tunisia:

Finalista: 1939, 1946, 1950, 1954, 1957, 1958, 1960, 1967, 1991, 1994, 2001, 2008, 2011, 2017-2018
- Supercoppa di Tunisia:

Finalista: 1966, 2023
- CAF Champions League:

Finalista: 2004, 2005
Semifinalista: 2007, 2017
- Coppa della Confederazione CAF:

Finalista: 2008
Semifinalista: 2016, 2018-2019
- Coppa CAF:

Finalista: 1996, 2001, 2009
- Supercoppa CAF:

Finalista: 2004, 2007, 2016
- Coppa del mondo per club FIFA:

Quarto posto: 2007